# Evento adverso
Un evento adverso (EA) es cualquier aparición inesperada y perjudicial en un paciente o un sujeto de ensayo clínico a quien se administró un producto farmacéutico que no tiene, necesariamente, una relación causal con el tratamiento. Por lo tanto, un evento adverso (EA) puede ser cualquier signo (incluyendo un hallazgo de laboratorio anormal), síntoma o enfermedad asociada con el uso de un medicamento (sometido a investigación) no deseado y negativo, esté relacionado o no al medicamento (sometido a investigación).
Los EA en los pacientes que participan en las pruebas clínicas tienen que ser informados al patrocinador del estudio y, si es necesario, se puede informar al Comité de Ética. Los eventos adversos caracterizados como "serios" (que causen la muerte, enfermedades que requieren de hospitalización, eventos que se consideren potencialmente mortales, que causen incapacidad o discapacidad persistente o significativa, defectos de nacimiento o anomalías congénitos o afecciones médicas importantes) tienen que ser informados a las autoridades reguladoras inmediatamente, mientras que los eventos adversos que no se consideren serios solo se documentan en el resumen anual enviados a la autoridad reguladora.
El patrocinador recopila informes sobre los EA de los investigadores locales y notifica a todos los centros participantes sobre la gravedad del EA, así como sobre el criterio de los investigadores locales y los patrocinadores. Este proceso le permite al patrocinador y a todos los investigadores locales acceder a un conjunto de datos que puede informar sobre problemas potenciales del tratamiento de estudio mientras el estudio está en curso.

## Tipos de eventos adversos
Todos los ensayos clínicos pueden producir EA. Los EA se clasifican como serios o no serios; esperados o inesperados; y relacionados con el estudio, posiblemente relacionados con el estudio o no relacionados con el estudio.
Por ejemplo, si bien un estudio que pruebe la eficacia de un nuevo brazalete de presión arterial durante un período de 10 minutos puede parecer inocuo; existe la posibilidad de que el dispositivo irrite la piel del paciente. Los pacientes en este estudio también podrían morir durante ese período de 10 minutos. Tanto la irritación de la piel como la muerte súbita serían considerados EA. En este caso, el evento de irritación de la piel sería clasificado como no grave, inesperado y posiblemente relacionado con el estudio. La muerte se clasificaría como grave e inesperada (a menos que el paciente ya estuviera al borde de la muerte). El investigador local haría uso de su criterio médico para determinar si la muerte podría relacionarse con el dispositivo del estudio.
Ambas, la irritación de piel y la muerte son acontecimientos inesperados, y tendrían que alertar al investigador sobre la posible existencia de un problema con el dispositivo (por ejemplo, podría haber funcionado mal y causado un shock al paciente). El investigador informaría estos EA a la Junta de Revisión Institucional local y al patrocinador, y esperaría instrucciones sobre la continuación o no continuación del estudio. Si el investigador considera que el dispositivo acarrea un riesgo inminente, puede utilizar su criterio médico para interrumpir la participación de los pacientes en el estudio.
También puede declararse un evento adverso durante el tratamiento normal de un paciente que se sospecha que sea causado por el medicamento o dispositivo médico utilizado en el tratamiento de la paciente.
En Australia, el "evento adverso" se refiere en general a los errores médicos de todo tipo, quirúrgicos, médicos o relacionados con la enfermería. El estudio oficial más reciente (1995) indicó que 18.000 muertes al año son provocadas por la atención hospitalaria. El Medical Error Action Group está presionando para que se creen leyes que mejoren la presentación de los informes de EA y a través de control de calidad, minimizar las muertes innecesarias.

## Informe de los eventos adversos
Los investigadores que participan en un ensayo clínico deben informar sobre todos los eventos adversos a la respectiva Autoridad Reguladora Nacional de Medicamentos del país donde se registrará el medicamento o dispositivo [por ejemplo, la Administración de Alimentos y Medicamentos (FDA) si se trata de los Estados Unidos]. Los eventos adversos graves deben ser reportados inmediatamente; los eventos adversos menos graves son "agrupados" por el patrocinador y presentados más adelante.

## Grados de los EA
Por lo general, los resultados de los ensayos clínicos informan los eventos adversos de grado 3 y grado 4. Los grados se definen de la siguiente manera:
- Grado 1 EA Leve
- Grado 2 EA Moderado
- Grado 3 EA Grave
- Grado 4 EA Con riesgo para la vida
- Grado 5 Muerte relacionada con el EA

## Base de datos de eventos adversos
El FDA proporciona una base de datos para informar los eventos adversos llamada Base de Datos de la Experiencia de Fabricantes y Usuarios. Los datos constan de informes de voluntarios desde junio de 1993, informes de los centros de usuarios desde 1991, informes de distribuidores desde 1993 e informes de fabricantes desde 1996, y está disponible al público. Además, dos compañías privadas han comenzado a proporcionar acceso a la información de eventos adversos analizada: Clarimed proporciona información de eventos adversos para dispositivos médicos y AdverseEvents proporciona datos de eventos adversos para fármacos.